# SNUFF (гурт)
SNUFF — житомирський російськомовний гурт. Їх стиль поєднує в собі частки дез-металу і металкору.

## Історія

### Утворення і початок діяльності
Гурт був утворений на початку 2001 року у Житомирі, і два роки пройшли у око стилю і звучання, приходом і відходом у гурт різних людей, поки не був зібраний постійний склад. Музика гурту становиться зліше й важче, група активно концертує Україною, починаючи замислюватись щодо нового альбому.

### Дефиниция Свободы(2007—2008)
На початку 2005 року гурт склав програму альбому і починає шукати студію, де можна якісно його записати альбом. Після поради колег з ТОЛу вибір парубків зупинився на київській студії «White Studio». Зведенням і звукорежисурою займався гітарист і штатний звукорежисер гурту ТОЛ Сергій «KNOB» Любінський. Після півроку різних зволікань альбом, який отримав назву «Дефиниция Свободы» (укр. «Дефініція (Визначення) Свободи»), нарешті був виданий лейблом «ІншаМузика» сумісно з Moon Records у квітні 2007 року. У той же час в групі з'явився другий гітарист Матущенко Сергій. На дві пісні з цього альбому було знято кліпи: на пісні «Воспоминания» і «Моя Война».

### Сингл «…Умирающим» (2008—2011)
У 2008 році був записаний сингл «Умирающим». У 2009 році з особистих причин гурт покинув Матущенко Сергій, і на його місце в 2010 році приходить Закіров Деніс.

### Страх(2011-)
В серпні 2010 року для вільного завантажування у світову мережу була викладена заголовна пісня з альбому «Страх», але вона була без вокалу. Після двох місяців очікування слухачі гурту нарешті дочекалися і повного варіанту пісні — це відбулося 26 жовтня 2010 року, коли цей повний варіант був викладений у світову мережу для вільного завантажування.
13 листопада 2010 року в Інтернеті була викладена вступна пісня з альбому «Страх» під назвою «Время, оставь меня здесь» (укр. Час, залиш мене отут), через тиждень вже третій трек — «300 секунд», а згодом і дев'ята пісня «Мой город призраков (ч. 2)» (укр. Моє місто привидів (ч. 2)).
Альбом випущений лейблом Moon Records 1 березня 2011 року. Опісля релізу та туру на підтримку колектив на тривалий час впав у анабіоз.

## Склад
З 2010 року до складу гурту входить п'ять чоловіків:
- Віталій «Mankind» Ковтушенко — вокал
- Віталій Батьєв — бас-гітара
- Дмитро Школьник — ударні
- Павло «Virt» Гензель — електрогітара
- Деніс Закіров — електрогітара

## Дискографія

### Альбоми
- «Дефиниция Свободы» — ІншаМузика, 2007[1]
- «Страх» — Moon Records, 2011

### Сингли
- «…Умирающим» — 2008
- «Страх» — 2010
- «Время, оставь меня здесь» — 2010
- «300 секунд» — 2010
- «Мой город призраков» — 2010
- '' Угасающее солнце мёртвого бога"  - 2012
- "Песнь мрака" - 2013

### Кліпи
- «Воспоминания» — 2008.
 Ідея кліпу полягає в тому, що існує одне погане почуття, яке об'єднує групу людей. І кожна людина, яка заходить у дім, є чимось новим і «темним» в голові кожного, тобто новою «темною» думкою. Ці люди намагаються знайти джерело зла в собі, яким є мешканець будинку. Але насправді кожна людина сама є носієм власного зла і страху — це вони бачать у дзеркалах, які потім і розбивають, намагаючись позбутися своєї «темної» сторони. Але це їм не вдається — у кінці кліпу дзеркала цілі[2].
- «Моя Война» — 2008, концертне відео.
- Время, оставь меня здесь — 2010 — відеокліп.